# Friedrich I. (Athen)
Friedrich I. von Athen (auch Friedrich I. von Sizilien, * um 1340; † 11. Juli 1355 in Messina) war Markgraf von Randazzo sowie Herzog von Athen und Neopatria. Er war ein Sohn von Herzog Johann II. und der Cesarina Lancia.
Friedrich betrat sein griechisches Herzogtum nie; für ihn regierten eingesetzte Vikare. In dieser Zeit war Athen als Verbündeter Venedigs in einen Krieg gegen Genua um die Vorherrschaft in der Ägäis verwickelt. Außerdem wurde das Land durch ständige Raubzüge türkischer Korsaren heimgesucht, wodurch es weiter verwilderte. Ebenso fiel in diese Zeit die ersten Landnahmen der türkischen Osmanen auf europäischen Boden.
Wie schon sein Vater starb Friedrich an der Pest. Da er keinen Erben hatte, folgte ihm der nächste Anverwandte aus dem sizilianischen Königshaus, König Friedrich III. selbst. Obwohl 1388 in Athen die florentinische Familie Acciaiuoli gewaltsam die Macht übernommen hatte, hielten die Könige Siziliens an ihren Ansprüchen fest. Da das Königreich Sizilien 1412 in Personalunion mit dem Königreich Aragón vereint wurde und dieses im Königreich Spanien aufging, fand der Titel eines Herzogs von Athen und Neopatria Eingang in die spanische Königstitulatur, in der er noch heute enthalten ist.